# Acquanegra sul Chiese
Acquanegra sul Chiese (Quanégra in dialetto mantovano) è un comune italiano di 2 710 abitanti della provincia di Mantova in Lombardia.

## Geografia fisica
Il paese è posto nell'angolo nord-ovest della provincia di Mantova formato dai due fiumi Oglio e Chiese, alla distanza di circa due chilometri dalla loro confluenza.
Il borgo da solo forma una popolazione di circa 2 000 abitanti. Anche la parrocchia di Mosio fa parte del comune, che in tutto perciò conta più di 2 900 abitanti. Il territorio comunale ha un'estensione di 28 km².
I torrenti Cavata e Tartarello dividono Acquanegra verso est dai comuni di Redondesco e Marcaria; a sud confina con Calvatone, cremonese, estendendosi per una parte anche oltre l'Oglio; ad ovest è diviso da Canneto sull'Oglio mediante il Chiese, ed a nord in parte da Mariana Mantovana mediante il corso d'acqua Tornapassolo, ed in parte da Asola mediante una piccola strada.

### Territorio

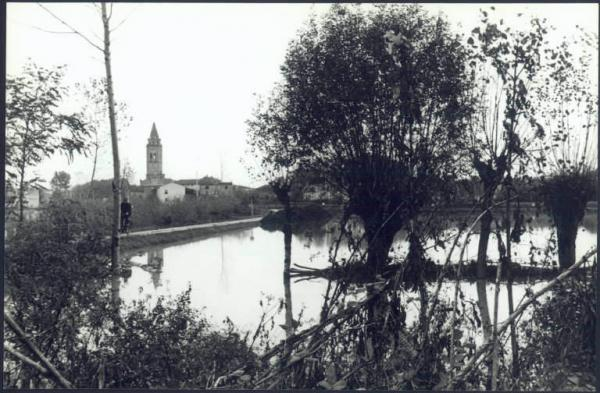
Acquanegra sul Chiese, alluvione del 1966

Un tempo sul territorio esistevano alcuni boschi; ora, eccettuate alcune aree lungo i fiumi e dentro gli argini dei fiumi, i terreni che erano boschivi non conservano che in parte la denominazione di boschi.
Tutto il territorio è pianeggiante, anche se vi sono delle zone più o meno elevate o basse delle altre. 
La più sensibile differenza di altitudine è verso i fiumi, lungo i quali, oltre le cosiddette restare, fondi giacenti dentro gli argini dei fiumi stessi, vi sono le regone.
La più importante di queste è la regona detta Valli di Mosio, che dal confine tra Mosio ed Acquanegra si stende fino al confine di Marcaria nel luogo detto le Motte, sempre aderente all'argine dell'Oglio.

## Origini del nome
Acquanegra deriva dal latino Aqua nigra, allusiva al fiume Chiese, scuro per la tinta delle sue acque.

## Storia
Di origini romane, Acquanegra nel 1175 fu libero comune. Nel 1190 il paese dipendeva dalla commenda di Asola, quindi sotto la giurisdizione di Brescia sino al 1451, per passare successivamente sotto i Gonzaga. Alla nascita del Regno d'Italia fu incorporata alla provincia di Brescia fino al 1868. Nella seconda metà del XIX secolo venne assegnata alla provincia di Mantova.

### Simboli

Il gonfalone comunale

Lo stemma è stato riconosciuto con decreto del capo del governo del 28 aprile 1937.
Lo stemma riprende quello dell'antica abbazia benedettina di San Tommaso,
che bonificò e rese coltivabili queste terre contribuendo allo sviluppo socio economico del territorio. La "notte oscura" è simboleggiata dall'azzurro intenso del campo. I riflessi d'oro simboleggiano la fertilità del terreno ricco d'acqua, posto sotto la protezione della Santissima Trinità. Lo stemma è accompagnato dal motto latino: Mementote Clusiae Volsi.
Il gonfalone in uso è un drappo di rosso.

## Monumenti e luoghi d'interesse

### Architetture religiose
- Chiesa di San Tommaso Apostolo (Ex chiesa dell'abbazia benedettina)
- Abbazia di San Tommaso

### Aree naturali
- Riserva naturale Le Bine

## Società

### Evoluzione demografica
Abitanti censiti

### Lingue e dialetti
Essendo il paese mantovano, ma un tempo bresciano, tuttora vicino al Bresciano ed al Cremonese, vi si parla un dialetto che sa di tutti tre i dialetti; il prevalente però è il misto mantovano-cremonese.

## Cultura
Il patrono è san Fortunato e si festeggia con la sagra del paese la terza domenica di ottobre.
A Mosio è nato, e li vi ha risieduto fino alla sua scomparsa, Giulio Salvadori, importante esponente della pittura mantovana del secondo Novecento.

## Amministrazione
| Periodo        | Periodo        | Primo cittadino    | Partito                     | Carica  | Note |
| -------------- | -------------- | ------------------ | --------------------------- | ------- | ---- |
| 14 giugno 2004 | 7 giugno 2009  | Alceste Aliprandi  | Lista civica                | Sindaco |      |
| 8 giugno 2009  | 16 maggio 2011 | Adriano Cantarelli | Lista civica                | Sindaco |      |
| 17 maggio 2011 | 5 giugno 2016  | Erminio Minuti     | Lista civica Per Acquanegra | Sindaco |      |
| 6 giugno 2016  | in carica      | Monica De Pieri    | Lista civica La svolta      | Sindaco |      |